# Marienthalbrücke

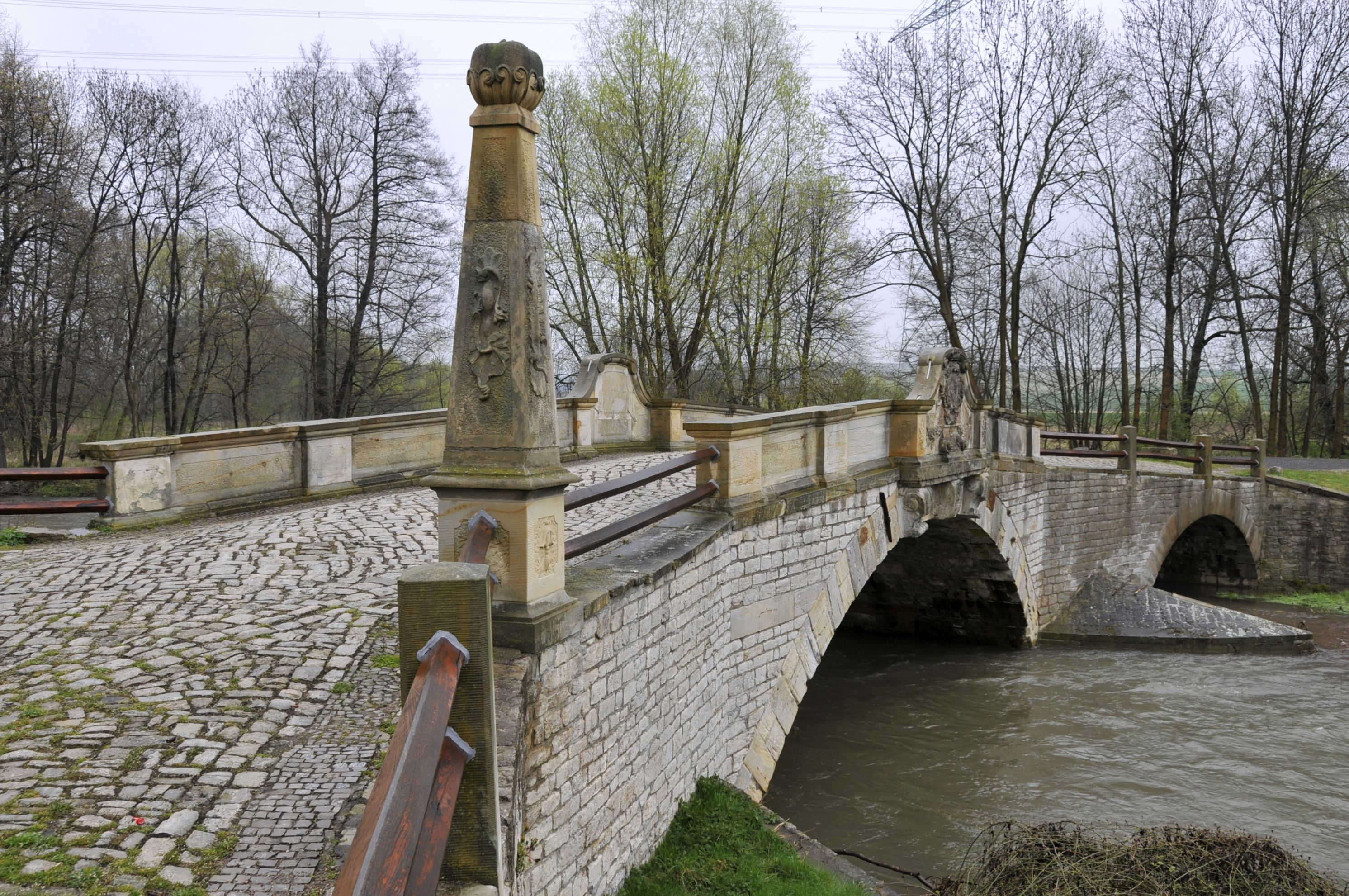
Die Marienthalbrücke im Jahr 2008

Die Marienthalbrücke ist eine historische Straßenbrücke im Landkreis Gotha und in Erfurt.

## Lage
Die Brücke befindet sich in der Flur Ingersleben und im Erfurter Ortsteil Molsdorf und überspannt die Apfelstädt kurz vor der Mündung in die Gera. Das Bauwerk liegt unmittelbar an der Kreisstraße K 26, daraus leitet sich der Sonderfall der Straßenbaulast der Stadt Erfurt ab. An der Brücke befindet sich auch der Abzweig der Gemeindestraße nach Molsdorf von der Landesstraße 2154, die Erfurt-Bischleben und Ingersleben verbindet.

## Geschichte

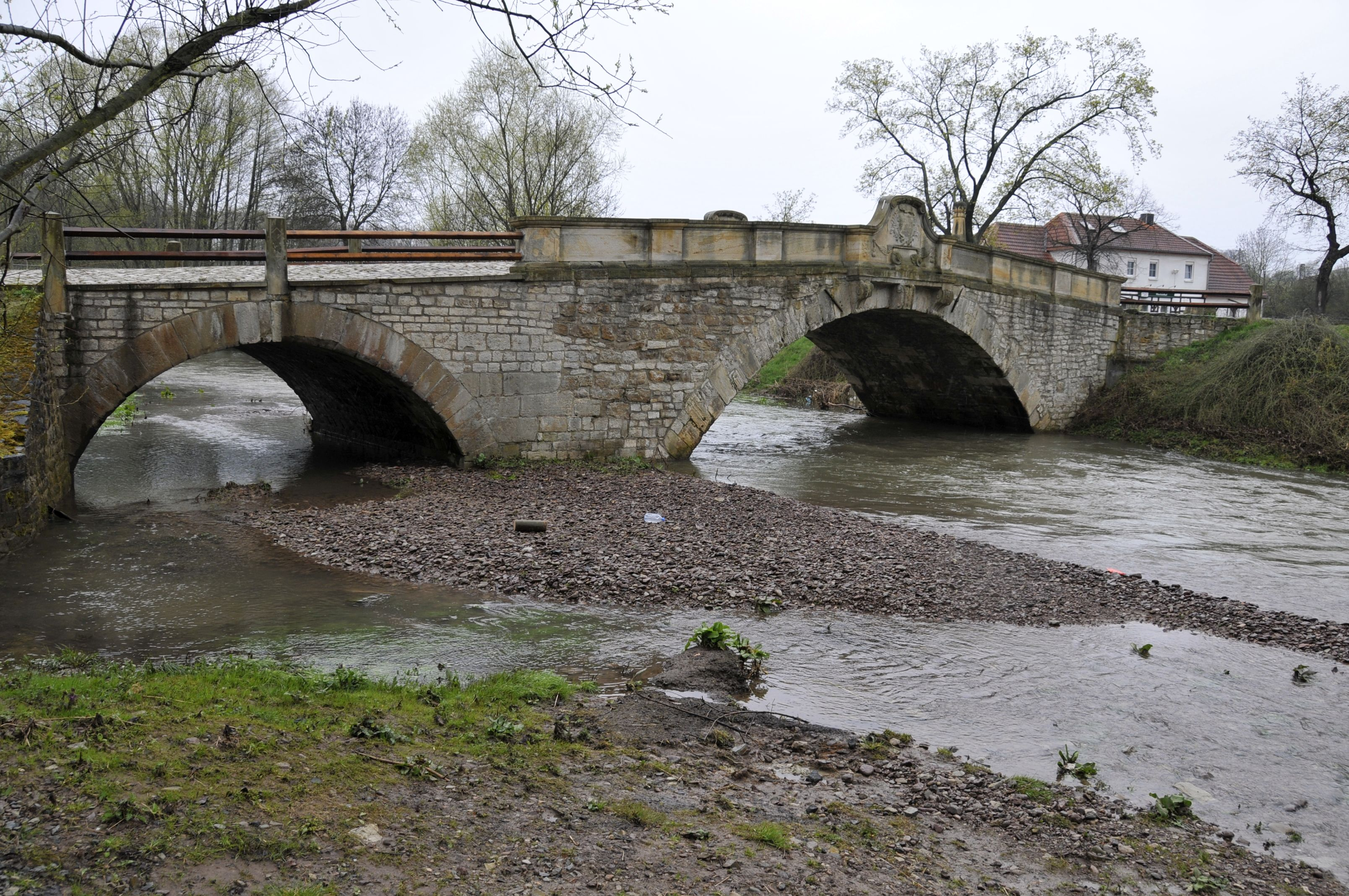
Marienthalbrücke von Norden (2010)

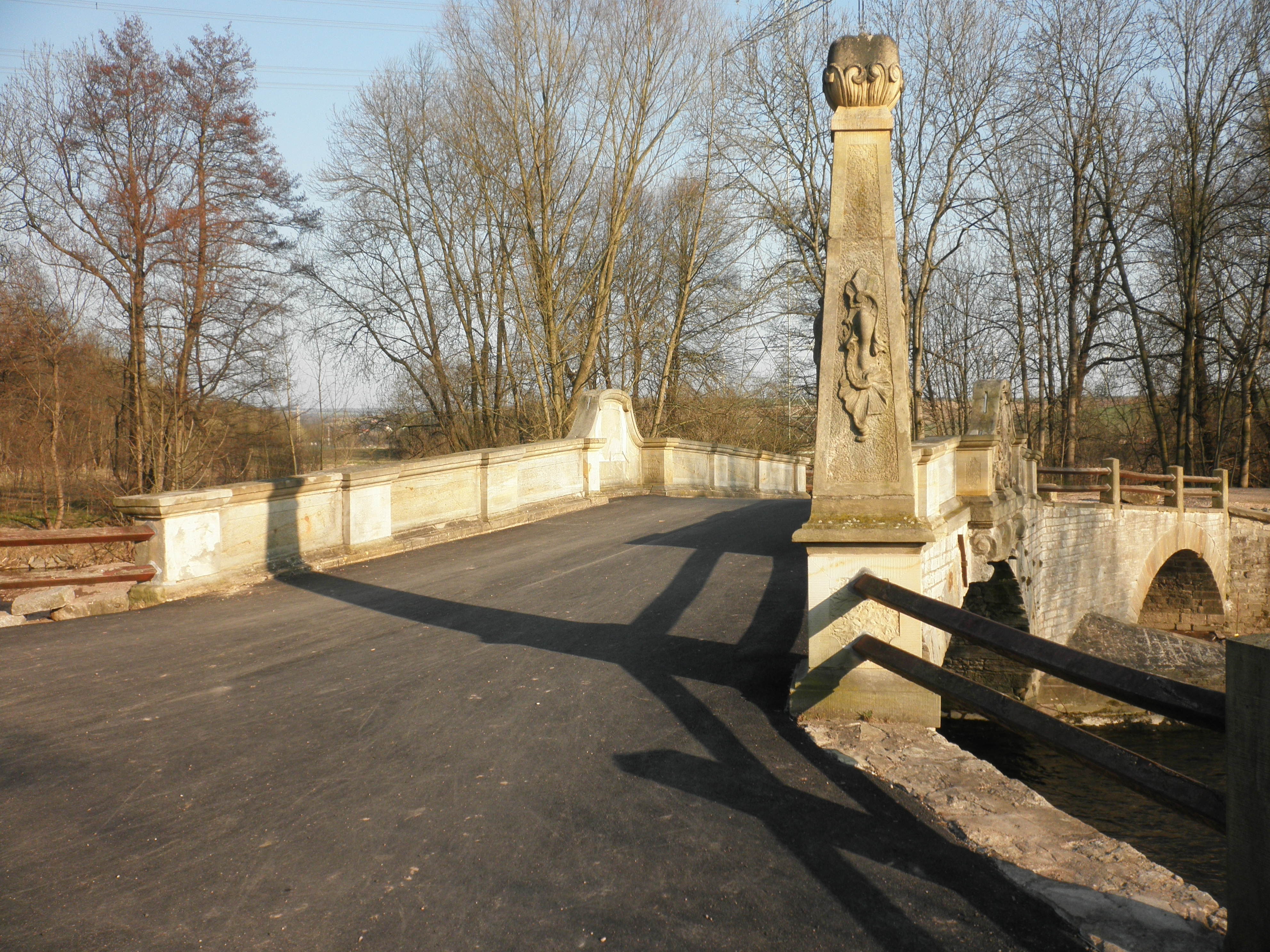
Notsicherung mit Bitumenbelag (2011)

Auf Veranlassung des Reichsgrafen Gustav Adolf von Gotter, der Besitzer des Molsdorfer Schlosses war, entstand von 1751 bis 1752 an der Stelle einer Furt durch die Apfelstädt eine Natursteinbogenbrücke. An dem Bauwerk Brücke traf sich die Landstraße von Gotha nach Erfurt mit der Straße von Arnstadt über Molsdorf. Die Planung der Barockbrücke stammte vom Thüringer Baumeister Gottfried Heinrich Krohne, der Steinmetz Johann Sebastian Ritter aus Seebergen führte die Arbeiten aus. Die Finanzierung der Baukosten in Höhe von 1300 Reichstalern übernahmen der Reichsgraf, der Gothaer Herzog Friedrich III. sowie die Stadt Arnstadt.
Im Jahr 1896 wurde die Brücke im Rahmen der Regulierung der Apfelstädt mit einem zweiten kleineren Brückenbogen verlängert, um die Durchlassfläche zu vergrößern.
Anlässlich der Öffnung von Schloss Molsdorf als Museum erfolgte 1965 der Neubau einer Ersatzbrücke neben der alten Brücke, die in den folgenden Jahren verfiel. An Stelle des zuständigen Straßenbauunternehmens des Bezirkes Erfurt begann die Kulturbund-Ortsgruppe Ingersleben 1982 mit ersten Sicherungs- und Erhaltungsarbeiten, dabei wurden Teile der Brüstungen wiederhergestellt. Zum Ende der DDR-Zeit wies die als Kulturdenkmal ausgewiesene Brücke einen baufälligen Zustand auf. Ab 1991 begann eine umfangreiche Instandsetzung und eine denkmalpflegerische Wiederherstellung des Baudenkmals, das nun auf die Nutzung als Fußgängerbrücke reduziert wurde. Ein ehemals an der Brücke befindlicher Wegeobelisk wurde durch eine Replik ersetzt und damit wurde die Brückensanierung 1995 als vollendet betrachtet.
In den Folgejahren stellte sich bei der Bauwerksinspektion heraus, dass die erforderliche Drainage der Brücke nicht ausreicht. Im Herbst 2010 wurde als „Notsicherung“ das Kalksteinpflaster entfernt und ein bituminöser Belag aufgebracht, um den ungehinderten Zutritt von Oberflächenwasser in das Bauwerk zu minimieren. Die Pflastersteine wurden bis zu einem vorgesehenen Wiedereinbau im Straßenbetriebshof der Stadt Erfurt eingelagert.

## Bauwerk
Die Natursteinbogenbrücke besitzt einen Hauptbogen mit 11,2 Meter lichter Weite, der Nebenbogen hat eine Weite von 5,2 Meter und dient der Hochwasserentlastung.
Das Mauerwerk der Bögen und Flügelwände sowie der Brückenfahrbahn besteht aus Kalkstein, der in der Nähe gewonnen wurde. Die Brüstung ist aus Seeberger Sandstein gefertigt. Oberstromseitig ziert diese das Wappen des Grafen von Gotter, unterstromseitig trägt diese die lateinische Inschrift: Zur öffentlichen Bequemlichkeit gebaut und gepflegt – Gustav Adolf v. Gotter –1752.